# Kanton Gualaceo
Der Kanton Gualaceo befindet sich in der Provinz Azuay im Süden von Ecuador. Er besitzt eine Fläche von 349,8 km². Im Jahr 2020 lag die Einwohnerzahl schätzungsweise bei 49.000. Verwaltungssitz des Kantons ist die Kleinstadt Gualaceo mit etwa 14.000 Einwohnern (Stand 2010). Der Kanton Gualaceo wurde am 25. Juni 1824 eingerichtet.

## Lage
Der Kanton Gualaceo befindet sich im Osten der Provinz Azuay. Das Gebiet liegt in den Anden. Der Río Santa Bárbara, rechter Quellfluss des Río Paute, entwässert das Areal nach Norden. Die Fernstraße E594 führt von Gualaceo in südlicher Richtung nach Gualaquiza. Nahe der nördlichen Kantonsgrenze endet die E594 an der E40, die entlang dem Río Paute von Cuenca nach Paute führt.
Der Kanton Gualaceo grenzt im Süden an die Kantone Chordeleg und Sígsig, im Westen an den Kanton Cuenca, im Norden an die Kantone Paute, Guachapala und El Pan sowie im Osten an den Kanton Limón Indanza der Provinz Morona Santiago.

## Verwaltungsgliederung
Der Kanton Gualaceo ist in die Parroquia urbana („städtisches Kirchspiel“)
- Gualaceo

und in die Parroquias rurales („ländliches Kirchspiel“)
- Daniel Córdova Toral
- Jadán
- Luis Cordero Vega
- Mariano Moreno
- Remigio Crespo Toral
- San Juan
- Simón Bolívar
- Zhidmad

gegliedert.